# Phanerotoma persa
Phanerotoma persa är en stekelart som beskrevs av Shestakov 1930. Phanerotoma persa ingår i släktet Phanerotoma och familjen bracksteklar. Inga underarter finns listade i Catalogue of Life.